# East Lansing
East Lansing ist eine Stadt im US-Bundesstaat Michigan. Die Stadt liegt östlich der Hauptstadt Lansing. Der größte Teil der Stadt liegt im Ingham County, ein kleiner Teil liegt im Clinton County. Laut der Volkszählung des Jahres 2020 lebten 47.741 Einwohner in East Lansing. Die Stadt ist der Sitz der Michigan State University.

## Geschichte
Die Besiedlung von East Lansing begann um 1847, dem Jahr, in dem die nahegelegene Stadt Lansing zur Hauptstadt gemacht wurde. Das Stadtgebiet war eine bedeutende Kreuzung von zwei Indianertrails: die Okemah Road und der Park Lake Trail.
Die Michigan State University wurde 1855 gegründet und 1857 auf dem heutigen Stadtgebiet erbaut. Die ersten 40 Jahre lebten die Studenten und der Lehrkörper auf dem Campus der Universität und nur wenige pendelten von Lansing. Gegen 1890 wurde eine Straßenbahnlinie gebaut, die einer wachsenden Zahl von Studenten die Anreise aus Lansing erleichterten.
1887 gründeten William James Beal und Rolla C. Carpenter Collegeville, in der Nähe der heutigen Harrison Road und Beal Street, im Norden der Michigan Avenue. Einige Fachbereiche siedelten sich dort an und die ersten Bewohner waren ungelernte Arbeiter.
Zu dieser Zeit war die offizielle Postadresse Agricultural College, Michigan. In der wachsenden Gemeinde wurde 1900 ein Schulbezirk eingerichtet, 1907 wurde die Stadt zunächst unter dem Namen College Park gegründet und kurze Zeit später in East Lansing umbenannt.
Die Statuten der Stadt verboten ab 1907 den Besitz und den Genuss alkoholischer Getränke. Diese Statuten wurden erst 1968 aufgehoben.

## Geographie

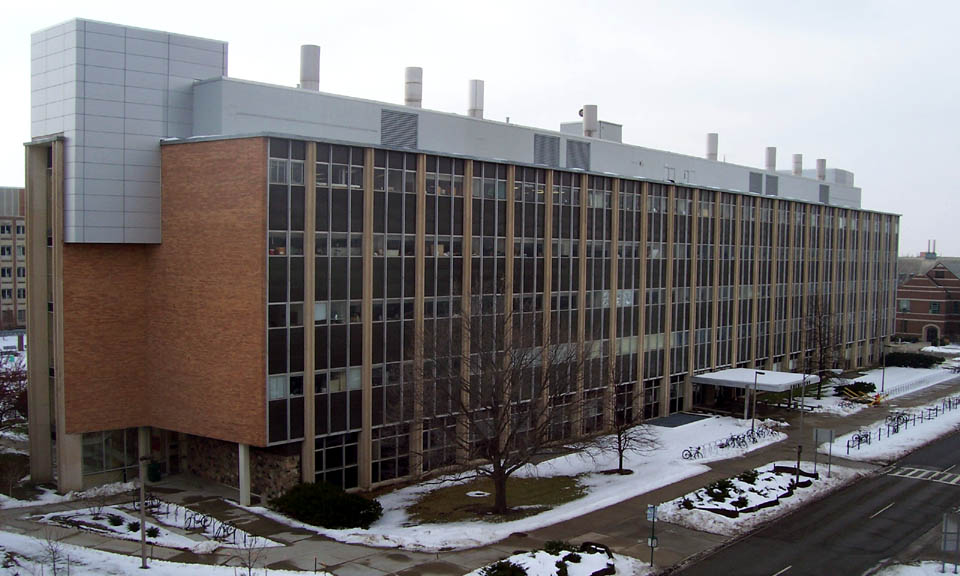
Chemiefakultät der Michigan State University, East Lansing

Laut dem United States Census Bureau hat die Stadt eine Fläche von 29,15 km2, von denen 0,02 km2 Wasserfläche sind.
Seit 1998 hat East Lansing aggressiven Gebrauch vom 425 Agreement gemacht, dem Intergovernmental Conditional Transfer Of Property By Contract Act (Abkommen zur Übertragung von Grundbesitz durch Vertrag) um die Stadtgrenzen zu erweitern. Dieses Abkommen wurde mit Bath Township, dem DeWitt Township und dem Meridian Township abgeschlossen und hat die Stadtfläche um einige Quadratkilometer erweitert. Auch verschiedene Sportstätten wie der Golfplatz Four Winds und der Fußballkomplex wurden in die Stadt integriert.
Die Innenstadt konzentriert sich um die Grand River Avenue, einer weiten Allee aus dem 19. Jahrhundert. Die Grand River Avenue teilt die Stadt von der Michigan State University. Auf der Straße sind viele Geschäfte im Umfeld der Universität zu finden. Im Norden der Stadt befinden sich die Wohnbezirke der Stadt.

## Demografie
Laut der Volkszählung des Jahres 2020 lebten 47.741 Einwohner in 13.865 Haushalten. In 26,7 % der Haushalte lebten verheiratete Paare; die durchschnittliche Familiengröße betrug 2,91.
67,8 % der Einwohner haben mindestens einen Bachelor-Abschluss.
Das durchschnittliche Haushaltseinkommen betrug 44.094 US-Dollar, das durchschnittliche Familieneinkommen 121.250 US-Dollar. Offiziell lebten 34,3 % der Einwohner unterhalb der Armutsgrenze, wobei letztere Statistik stark durch außerhalb des Campus wohnende Studenten beeinflusst wird.

## Kultur
- Das East Lansing Film Festival ist das größte Filmfestival in Michigan, bei dem an fünf Tagen über 100 Filme gezeigt werden. Das Festival findet seit 1997 jährlich im März statt. Die Palette der Filme reicht von unabhängigen Produktionen über ausländische Filme, Dokumentationen, Kurz- und Studentenfilmen. Am letzten Tag des Festivals findet der sogenannte Lake Michigan Film Wettbewerb statt, bei dem nur Produktionen aus Wisconsin, Illinois, Indiana und Michigan gezeigt werden. Daneben gibt es noch Ausstellungen wie das East Lansing Art Festival und Musikfestivals wie das Great Lakes Folk Festival.
- Eli and Edythe Broad Art Museum: Das Museum wurde von Zaha Hadid entworfen und im November 2012 eröffnet. Es ist dazu bestimmt, die Sammlung von mehr als 7000 Objekten der University of Michigan in einer beständig wechselnden Auswahl zu zeigen.[6]

## Sport
Die Michigan State Spartans sind das Sportteam der Michigan State University, das unter anderem im American Football, Cross Country, Basketball und Eishockey aktiv ist. Die Football-Mannschaft spielt hierbei im 75.000 Zuschauer fassenden Spartan Stadium.

## Söhne und Töchter der Stadt
- David Ernesto Panama Sandoval (* 1950), salvadorianischer Politiker und Diplomat
- Lorraine Daston (* 1951), Wissenschaftshistorikerin
- Spencer Abraham (* 1952), Politiker
- Robert B. Neller (* 1953), General; Commandant of the Marine Corps
- John Bailey (* ≈1966), Jazzmusiker
- Larry Page (* 1973), Unternehmer
- Nate Silver (* 1978), Statistiker
- Ryan Miller (* 1980), Eishockeytorhüter
- Ryan Riess (* 1990), Pokerspieler
- Taylor Manson (* 1999), Sprinterin